# Tororo Cement
Tororo Cement Limited – ugandyjskie przedsiębiorstwo przemysłowe specjalizujące się w produkcji cementu.
Przeprowadzone, w czasie funkcjonowania brytyjskiego protektoratu Ugandy, studium wykonalności potwierdziło możliwość eksploatacji złóż wapienia w pobliżu Tororo i wytwarzania z niego cemntu portlandzkiego. Zakład produkcyjny uruchomiono w 1952 roku,  był on zarządzany przez agencje rządowe początkowo Uganda Cement Industry (UCI), potem Uganda Development Corporation. W 1994 roku w ramach prywatyzacji ugandyjskiego przemysłu cementowego, państwowe zakłady zostały podzielone pomiędzy dwa nowo utworzone przedsiębiorstwa Tororo Cement oraz Hima Cement.
Tororo Cement jest największym producentem cementu w Ugandzie, jego moce produkcyjne sięgają 1,8 mln ton rocznie. W 2015 rozpoczęto projekt zwiększenia wydajności do 3 mln ton cemntu rocznie.

## Źródła
- Historia. tororocement.com. [zarchiwizowane z tego adresu (2017-10-08)]. na stronie firmy